# حسين بهزاد (فنان)

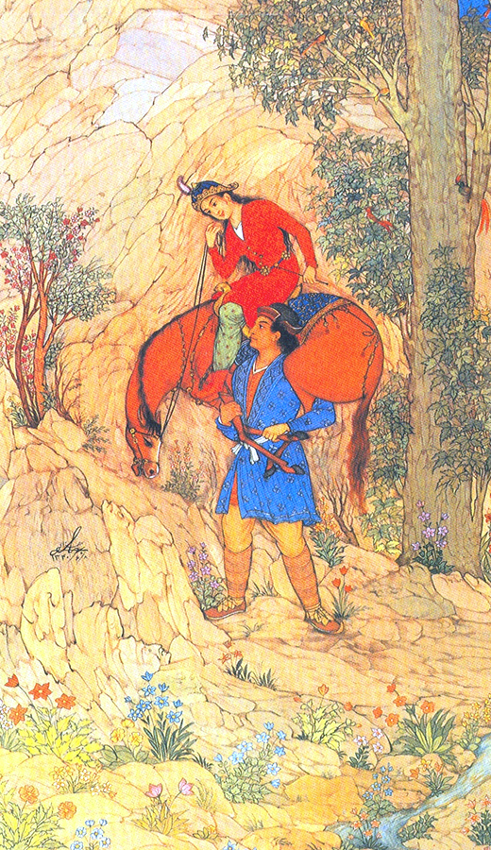
لوحة مصغرة للفنان بهزاد تعود لعام 1951 تصور قصة فرهاد وشيرين.

حسين بهزاد (1894 - 13 أكتوبر 1968؛ بالفارسية: حسین بهزاد) كان رسامًا إيرانيًا بارزًا. كانت أعماله المبكرة تتبع أساليب أساتذة الرسم الفارسي القدامى في القرنين السادس عشر والسابع عشر، على أمل إنقاذ الرسم المصغر (فن المنمنمات) الفارسي من النسيان.

## السيرة
وُلد حسين بهزاد في شيراز، بإيران عام 1894، كان أبوه هو ميرزا لطف الله أصفهاني. كان والده مصممًا لحاملات الأقلام الإسلامية.
تزوج من عزيزة خانوم في عام 1921، وأنجب منها طفلهما الوحيد برويز.
خلال أوائل ثلاثينيات القرن العشرين، أعاد بهزاد تنظيم مدرسة صنايع مستظرفة للفنون في طهران. وفي عام 1934 غادر طهران إلى باريس وأقام هناك لمدة ثلاثة عشر شهرًا. خلال هذه الفترة درس مختلف أنماط الرسم الشرقية والغربية في متحف اللوفر ومتحف غيميه [الإنجليزية] وقصر فرساي. خلال هذه الرحلة تم تطوير أسلوب جديد تمامًا للرسم المصغر، يجمع بين جوانب الرسم الفارسي التقليدي والرسم المعاصر من الغرب.
اكتسب شهرة عالمية وحصل على العديد من الجوائز منها وسام وزارة الثقافة من الدرجة الأولى من إيران عام 1949 وميدالية الرسم الدولي من الدرجة الأولى من مينيابوليس بالولايات المتحدة الأمريكية عام 1958. في عام 1968 حصل بهزاد على درجة الأستاذية الفخرية من كلية الفنون الزخرفية، وتم عرض أعمال بهزاد في جميع أنحاء العالم. وللاحتفال بألفية ابن سينا، أقام في عام 1953 معرضًا في متحف إيران القديمة [الإنجليزية]. وقد أحدث هذا الأمر ضجة كبيرة وشاهده العديد من الزوار الدوليين. وتضمنت اللوحات المعروضة، والتي استغرق إكمالها عشر سنوات، لوحات مثل لوحة فردوسي وقوس ميدان. أصبح المعرض ذا أهمية خاصة لعلماء الدراسات الشرقية. وفي مقالة نشرتها صحيفة وطن في إسطنبول، كتب البروفيسور سهيل أنور: "بهزاد، هذا الفنان العظيم لا ينتمي إلى إيران فقط، بل إنه ينتمي الآن إلى العالم".[بحاجة لمصدر]
وبعد فترة وجيزة، وبإشادة كبيرة من النقاد، أقام بهزاد معرضًا، برعاية الحكومة الفرنسية، في متحف الفن الحديث في باريس. تم افتتاح المعرض من وزير الثقافة الفرنسي في 18 مايو 1955.[بحاجة لمصدر]
مارس في البداية شكلًا محافظًا من الصفوية الجديدة، ثم طور لاحقًا أسلوبًا جديدًا يدمج بين الإحياء والحداثة. في عام 1956، تم عرض خمسين من مجسمات بهزاد في مكتبة الكونجرس في واشنطن العاصمة. وعندما أصبح بهزاد أستاذًا حيًا، أقام معارض في مختلف أنحاء العالم في مدن مثل لندن، وبراغ، ونيويورك، وبوسطن، وبروكسل، وكذلك في الهند واليابان.[بحاجة لمصدر]

## الموت والإرث
بحلول عام 1968 أصيب بهزاد بالمرض وأرسلته وزارة الثقافة مرتين إلى أوروبا. ورغم ذلك توفي بهزاد في الساعة 8:48 مساء يوم 13 أكتوبر/تشرين الأول 1968 عن عمر يناهز 74 عامًا. دُفن في مقبرة بالقرب من إمام زاده عبدالله في شهراي.
تكريمًا للفنان، تم تأسيس متحف بهزاد في عام 1994، ويقع في مجمع سعد آباد في طهران ويضم مجموعة كبيرة من أعماله.

## الجوائز
- 1968 – لقب فخري أستاذ فني من قبل مجلس مدرسي الفنون في كلية الفنون الزخرفية، طهران [15]
- 1953 – ميدالية ابن سينا من متحف إيران القديمة [7]
- 1952 – دبلومة أوليمبية لأفضل لوحة في معرض اللوحات الأوليمبية في هلسنكي، فنلندا [7]

## طالع أيضًا
- مدرسة بغداد
- الفن الإسلامي
- الفن الإيراني
- الخط الإسلامي
- قائمة الفنانين الإيرانيين [الإنجليزية]

## روابط خارجية
- سيرته الذاتية